# Revista Sergipana de Educação Ambiental
A Revista Sergipana de Educação Ambiental (ReviSea) é um periódico científico editado pela Universidade Federal de Sergipe por meio do Grupo de Estudo e Pesquisa do Estado de Sergipe (GEPEASE). Publicada desde seu lançamento em 2014, esta revista está indexada em várias bases como Latindex e Diadorim.
Na avaliação do Qualis relativo ao ano de 2017-2020 realizada pela Coordenação de Aperfeiçoamento de Pessoal de Nível Superior (CAPES), este periódico foi classificado no extrato B1 para a área de Ciências Ambientais.